# Hünsdorf
Hünsdorf (Luxemburgs: Hënsdref) is een plaats in de gemeente Lorentzweiler en het kanton Mersch in Luxemburg.
Hünsdorf telt 397 inwoners (2001).